# 홍콩 반환 협정
홍콩 반환 협정(-返還協定)은 1984년 12월 19일 중화인민공화국과 영국 정부가 홍콩의 이양을 결정한 협정으로, 중영 공동 성명(中英共同聲明, 영어: Sino-British Joint Declaration, 중국어 간체자: 中英联合声明, 정체자: 中英聯合聲明, 병음: Zhōng-Yīng Liánhé Shēngmíng)이라고 부르기도 한다. 정식 명칭은 홍콩 문제에 관한 중화인민공화국 정부와 그레이트브리튼 북아일랜드 연합 왕국 정부의 공동 성명이다.
홍콩은 1842년 아편 전쟁 이후 영국과 청나라 사이에 맺은 난징 조약으로 홍콩 섬이 영국에 빼앗긴 것이며, 1860년에는 베이징 조약으로 가우룽반도 남단부가 영구히 영국령이 됐고 1898년에는 신제 지구를 99년간 영국이 지배한 것이다.
1982년 9월 영국 마거릿 대처 총리의 중화인민공화국 방문 기간 동안에 양국 지도자는 홍콩 문제에 대해 토의하고 각자의 입장을 천명하는 한편, 외교채널을 통해서 계속 상의하는 것에 합의했다. 이에 따라 1983년 7월부터 1984년 9월까지 양국 정부 대표단은 22회의 회담 끝에 합의를 보고 1984년 12월 19일 베이징에서 대처 총리와 자오쯔양 총리 사이에 체결됐다.
이 조약에 따라 홍콩은 1997년 7월 1일 중화인민공화국에 이양 됐다. 홍콩은 특별행정구로서 향후 50년간 사회, 경제 면에서 기존의 자본주의 체제를 유지하겠다는 일국양제가 적용됐다.

## 중영공동선언
중영공동선언문은 8개의 문단으로 구성되어 있으며, 홍콩, 중국과 영국 공동 체계 및 토지 임대에 관한 기본 정책에 관한 3개의 부록과 양측의 두개의 메모로 구성되어 있다. 각 부분은 동일한 지위를 가지고 있고, 전체는 공식적인 국제 협정을 맺고, 모든 부분에 법적 구속력을 갖는다. 이러한 종류의 국제 협약은 두 주권 국가 사이의 가장 높은 형태의 약속이다. "홍콩 특별 행정 구역은 이러한 선언 안에서 중화 인민 공화국 중앙 인민 정부의 직접적인 권한을 가지며 외교와 국방을 제외한 고도의 자치권을 누리게 된다. 최종 심판을 포함하여 행정적, 입법적, 독립적 사법적 권한을 가질 수 있다. 기본 법은 중국어 외에도 영어가 정부 기관에서도 사용될 수 있으며, 홍콩 영어 교육 위원회의 국기와 국가 상징과는 별도로 홍콩 영어 교육청은 자체의 지역 국기와 상징을 사용할 수 있다고 설명하고 있다.  이전에 홍콩에서 시행되었던 자본주의 경제와 무역 체제를 유지할 것이다. 세번째 단락에는 홍콩에 관한 중화인민공화국 국무원 (PRC)의 기본 정책이 나열되어 있다.
- 국가 통합과 영토 보전이 유지되고 홍콩 특별 행정구(HKSAR)가 수립된다."[2]
- "홍콩 특별 행정구는 중화인민공화국 국무원과 중앙 인민 정부의 직접적인 지휘하에 있을 것이다. 외교와 국방 문제를 제외하고는 높은 수준의 자치권을 누리게 될 것이다."[3]
- "홍콩 국토 안보부는 최종 판결을 포함한 행정부, 입법부, 독립된 사법부의 권한을 부여 받게 된다. 현재 홍콩에서 시행되고 있는 법은 기본적으로 변하지 않을 것이다."[4]
- "홍콩 국토부는 지역 주민들로 구성된다. 최고 통치권자는 중앙 인민 정부에 의해 지방에서 열리는 선거나 자문의 결과에 기초하여 임명될 것이다. 중앙 인민 정부의 임명에 따라 홍콩 특별 행정구의 최고 지도자가 선임될 것이다. 이전에 공공기관에서 근무했던 중국인과 외국인 그리고 홍콩의 정부 부서에서 경찰 근무를 했던 사람들은 고용 상태를 유지할 수도 있다. 영국인과 다른 외국인들도 고문으로 일하거나 홍콩 특별 행정구의 정부 부서에서 특정한 공직을 맡기 위해 고용될 수 있다.""[5]
- "현재 홍콩의 사회적, 경제적 시스템은 변하지 않을 것이고, 생활 방식도 변하지 않을 것이다.
- 홍콩 특별 행정구에서는 언론, 협회, 여행, 통신, 파업, 직업 선택, 학술 연구 및 종교적 신념을 포함한 권리와 자유가 법에 의해 보장될 것이다. 사유 재산, 기업 소유권, 적법한 상속권, 외국인 투자권은 법에 의해 보호된다.[6]
- "홍콩 특별 행정구는 자유 항구와 별도의 관세 지역의 지위를 유지할 것입니다. 상품과 자본의 자유로운 이동을 포함한 자유 무역 정책을 지속할 수 있다고 말했다.[7]
- "홍콩 달러는 자유롭게 환전할 수 있는 국제 금융 센터의 지위를 유지한다." 홍콩 특별 행정구은 지정된 은행들이 법적 권한에 따라 홍콩 통화를 발행하거나 발행하는 것을 허가할 수 있다.[8]
- 그것은 자체 예산과 최종 결산 보고서를 가지고 독립적인 재정을 가지지만, 중앙 인민 정부에 보고할 것이다. 그리고, "중앙 인민 정부는 그에 세금을 부과하지 않을 것이다."[9]
- "홍콩 특별 행정구는 영국과 다른 나라들과 상호 이익이 되는 경제 관계를 맺을 수도 있다."[10]
- 국제 관계에 사용되는 이름은 '홍콩, 중국'이 될 것이다. 이를 통해 중국은 경제 및 문화적 관계와 국가, 지역 및 관련 국제 기구와의 협정을 자체적으로 유지하고 발전시킬 수 있으며 홍콩을 위한 여행 서류를 발행할 수도 있다. 중화인민공화국 국무원이 당사자는 아니지만 홍콩이 속해 있는 국제 협약은 홍콩 특별 행정구에 그대로 적용될 수 있다.
- 홍콩 특별 행정구의 정부는 공공 질서를 유지할 책임이 있다. 방어를 위해 홍콩에 주둔하고 있는 중앙 인민 정부에 의해 파견된 군대는 HKSAR의 내정에 간섭하지 않아야 한다.
- 이러한 기본 정책은 전국인민대표대회에서 홍콩 특별행정구 기본법에 명시될 예정이며 50년 동안 바뀌지 않을 것이다.

1997년 6월 30일까지 영국 정부는 홍콩의 경제적 번영과 사회적 안정을 유지하고 유지하기 위한 목적으로 홍콩 행정에 대한 책임을 질것이며, PRC정부는 이와 관련하여 협조할 것이다.
게다가, 이 선언은 여권과 이민의 거주 권리를 규제한다. 7년 이상 홍콩에서 태어났거나 정상적으로 거주한 모든 중국인들은 영구적인 신분증을 발급 받을 자격이 있다. 그 카드 소지자들은 또한 HKSAR의 여권을 받을 수 있는데, 이것은 모든 주와 지역에서 유효하다. 그러나 중국의 다른 지역에서 온 사람들의 홍콩 특별 행정구의 가입은 현재의 관행에 따라 계속해서 규제될 것이다.

## 같이 보기
- 중화인민공화국-포르투갈 공동선언